# Channa pleurophthalma
Channa pleurophthalma är en fiskart som först beskrevs av Bleeker, 1851.  Channa pleurophthalma ingår i släktet Channa och familjen Channidae. Inga underarter finns listade i Catalogue of Life.